# Henry VIII and His Six Wives
Henry VIII and His Six Wives är en brittisk dokumentärserie i fyra delar som visades under 2016.
| Avsnitt | Drottning                         | sändning      |
| ------- | --------------------------------- | ------------- |
| 1       | Katarina av Aragonien             | 15 april 2016 |
| 2       | Anne Boleyn                       | 22 april 2016 |
| 3       | Jane Seymour & Anna av Kleve      | 29 april 2016 |
| 4       | Catherine Howard & Catherine Parr | 6 maj 2016    |